# XVD
XVD（エックス・ブイ・ディー、eXtended-play Video Disc）とは米国DigitalStream社（現XVD Corporation）が開発したテクノロジである。コンテナのVGM、動画コーデックのVGM Video (VT2k) と音声コーデックのVGM Audio (Muzip4) が含まれる。

## 圧縮
特徴は独自のビデオ圧縮、音声圧縮アルゴリズムによる従来形式の数分の一という高い圧縮率で、これによりS-VHS程度の画質（ビットレート=700kbps）の動画をCD一枚 (650MB) に約2時間、片面一層DVD一枚 (4.7GB) なら実に約14時間記録できる。
もう一つの大きな特徴は高速な圧縮スピードで、ソフトウェアエンコードでもMPEG-4系コーデックのDivXを超える圧縮スピードを誇る。
画質面の特徴としては、DivXなどによくみられるブロックノイズが少ない点があるが、その反面少しぼやける欠点もある。

## 再生
再生にはXVD Playerか、XVD Playerをインストールする際にある「DirectShow Filter」を入れWMPやGOMプレーヤーなどで再生する必要がある。

## 変換
このファイル形式ではYouTube等の動画投稿サイトでは対応していないため、投稿する為には変換する必要がある。変更は、B's Recorderのmovie Folioで可能である。

## 採用例
ハードウェア
早期からXVDコーデックをTexas Instrument社製DSPに移植したことで多様な製品群の開発に成功。中でもBHA社の「XVD CamCast」シリーズは小型・高性能なハードウェアIPエンコーダとして放送業界はもとより各方面から脚光を浴びた。特性としては高画質(特に1Mbps以下のエンコードビットレートにおける画質）、低遅延、手のひらにのるほどの小型・省電力設計を強みとする。
- 2003年6月アイ・オー・データ機器からPC用のXVD対応ビデオキャプチャーカードGV-XVD/PCIを発売（2005年7月生産終了）。
- 2004年5月アイ・オー・データ機器からPC用のXVD対応TVチューナー付ビデオキャプチャーカードGB-MVP/XVDを発売（2006年7月生産終了）。

以上2点は専用のエンコードチップを搭載しているため、CPUを使わずにソフトウェア時よりも遙かに速く処理することができ、またビデオキャプチャにも対応しているので、直接XVDに変換可能であった。
ソフトウェア
日本国内ではCD/DVD書き込みソフト「B's Recorder」を販売しているBHA社が販売していたが、2007年11月にソフトの商標権と著作権をソースネクストに譲渡、以降販売はソースネクスト。
ライブ中継
昨今、インターネット回線を使った安価なライブ中継が注目されているが、XVDのハードウェアエンコーダを使った中継は画質・音質とも高い評価を得ている。何より、BフレッツやADSLなどの一般公衆インターネット網でも伝送が可能なことに加え、ハードウェア自体が小型省スペース設計なため、特に小規模会場などで現場スタッフの評価が高い。
日本国内では、株式会社キャムキャスト７(大阪市･北区/東京･中央区)および株式会社ライブスタッフ(東京都･新宿区)がXVDを使った高画質IP中継サービスを行っている。